# Свобода вероисповедания на Кабо-Верде
Конституция Кабо-Верде предусматривает свободу вероисповедания, и правительство в целом соблюдает это право на практике. Государственная политика продолжает способствовать в целом свободной деятельности религиозных организаций. Сообщений о злоупотреблениях в обществе или дискриминации по признаку религиозных убеждений не поступало.

## Религиозная демография
Кабо-Верде — это архипелаг, состоящий из десяти островов, 9 из которых обитаемы. По данным Национального института статистики, его площадь составляет 1557 квадратных миль (4030 км²), а население составляет 458 000 человек. Согласно неофициальному опросу, проведенному местными церквями, более 85 % населения номинально являются римско-католиками. Крупнейшей протестантской конфессией является Церковь Назарянина. Другие группы включают Церковь адвентистов седьмого дня, Церковь Иисуса Христа Святых последних дней (мормонов), Ассамблеи Бога, Вселенскую Церковь Царства Божьего и различные другие пятидесятнические и евангельские группы. Есть небольшие религиозные общины бахаи и небольшая, но растущая мусульманская община. Число атеистов оценивается менее чем в 1 % населения.
Нет никакой связи между религиозными различиями и этнической или политической принадлежностью; однако католическая иерархия симпатизирует партии «Движение за демократию» (MPD), которая правила страной с 1991 по 2001 год. В то время как многие католики когда-то были враждебны к Партии независимости Кабо-Верде (PAICV), которая стала правящей партией в 2001 году, некоторые стали сторонниками PAICV из-за конфликта внутри партии MPD и недовольства работой последней.
В стране действовали иностранные миссионерские группы.

## Статус религиозной свободы

### Правовые и политические рамки
Конституция предусматривает свободу вероисповедания, и правительство в целом соблюдало это право на практике. Правительство на всех уровнях стремилось защитить это право в полном объеме и не допускало его злоупотребления ни государственными, ни частными субъектами.
Конституция защищает право отдельных лиц выбирать и менять свою религию, а также самостоятельно толковать свои религиозные убеждения.
Уголовный кодекс, вступивший в силу в 2004 году, гласит, что нарушение свободы вероисповедания является преступлением, за которое предусмотрено наказание в виде тюремного заключения на срок от 3 месяцев до 3 лет.
Нет никакой государственной религии. Конституция предусматривает отделение церкви от государства и запрещает государству навязывать какие-либо религиозные убеждения и обычаи.
Католическая церковь пользуется привилегированным статусом в национальной жизни. Например, правительство предоставляет Католической церкви бесплатное телевизионное эфирное время для проведения религиозных служб. Кроме того, правительство отмечает христианские святые дни Пепельной среды, Страстной пятницы, Пасхи, Дня всех Святых и Рождества в качестве официальных праздников. Кроме того, в каждом муниципалитете есть праздник в честь своего святого покровителя. Правительство не отмечает никаких других религиозных праздников.
Конституция предусматривает свободу ассоциации. Все ассоциации, будь то религиозные или светские, должны зарегистрироваться в Министерстве юстиции, чтобы быть признанными юридическими лицами.
Регистрация является обязательной в соответствии с конституцией и законом об ассоциациях. Никаких особых стимулов для регистрации не существует, и невыполнение этого требования не влечет за собой наказания или судебного преследования. Одним из недостатков отсутствия регистрации является неспособность незарегистрированных групп подать заявку на получение государственных или частных займов и льгот в качестве ассоциации.
Для регистрации религиозная группа должна представить в Министерство юстиции копию своего устава и устава, подписанную членами группы. Конституция устанавливает критерии для всех ассоциаций, включая религиозные, и гласит, что ассоциация не может быть военной или вооруженной; не может быть направлена на пропаганду насилия, расизма, ксенофобии или диктатуры; и не может нарушать уголовное законодательство. Отказ от регистрации в Министерстве юстиции не влечет за собой каких-либо ограничений в отношении религиозных убеждений или практики.

### Принудительное религиозное обращение
Не было никаких сообщений о принудительном обращении в веру, в том числе несовершеннолетних граждан США, которые были похищены или незаконно вывезены из Соединенных Штатов, или об отказе разрешить возвращение таких граждан в Соединенные Штаты.